# 金の鍵 (グリム童話)
KHM200
グリム童話の最後の物語。
KHM1「かえるの王様、あるいは鉄のハインリッヒ」が最初の物語であるならば、この物語は最後の物語である。
初版では第2巻の70番（通算で156番目）で、第2版以降一貫して最後に置かれている。
取材源は、マリー・ハッセンフルーク。

## あらすじ
ある厳しい寒い冬の日のこと、貧しい男の子は薪を集めなくてはなりませんでした。男の子が、薪をあつめそりにのせて帰ろうとしたとき、あまりにも寒かったので男の子は薪を燃やして温まることにしました。男の子が雪をかき分けていると、小さな金の鍵を見つけました。鍵があることは、錠前もあると思い男の子は箱を探しました。地面を掘ると、鉄の箱を見つけました。「鍵が合えばな…」と男の子は思いました。男の子はやっとの思いで鍵穴を見つけました。それは、やっとことで見つけられるくらいの小さな穴でした。鍵を試しにさしてみると、鍵はぴったりと合いました。そこで男の子はすかっりと錠を一回転させました。私たちは男の子が、蓋をすっかり開けるまで待たなければなりません。そうすれば、その箱の中にどんな素晴らしいものが入っているかわかるでしょう。